# 奇蹟之子
《奇蹟之子》為日本漫畫家小山由的日本漫畫作品，單行本全12冊。

## 登場人物
北条愛
主角。嬰兒時期，由未來送至現代，由北条松五郎所養育。因被預言其站在人類死滅的世界，而被未來追殺。具有念動力、超回復、瞬間移動、飛行、心電感應……等超能力。
葵未来
愛的青梅竹馬的少女。人類判別「89」。
北条松五郎
人類判別「3」。
近藤狂平
IQ230的少年。未經未來人之人類判別,為了要登上未來人的母艦所以自己在額頭上寫上「99」。
秋本涼
女警官。人類判別「70」。
周小龍
未來的超能力者的指導者。在從未來至現代時，原本的身體被捲進飛機空難而毀滅，而將意識轉移到嬰兒的體內。
ナサニエル
母
處女生子。因為其子被預言為毀滅世界的惡魔，所以將嬰兒時的愛送至現代。